# Royal Entomological Society

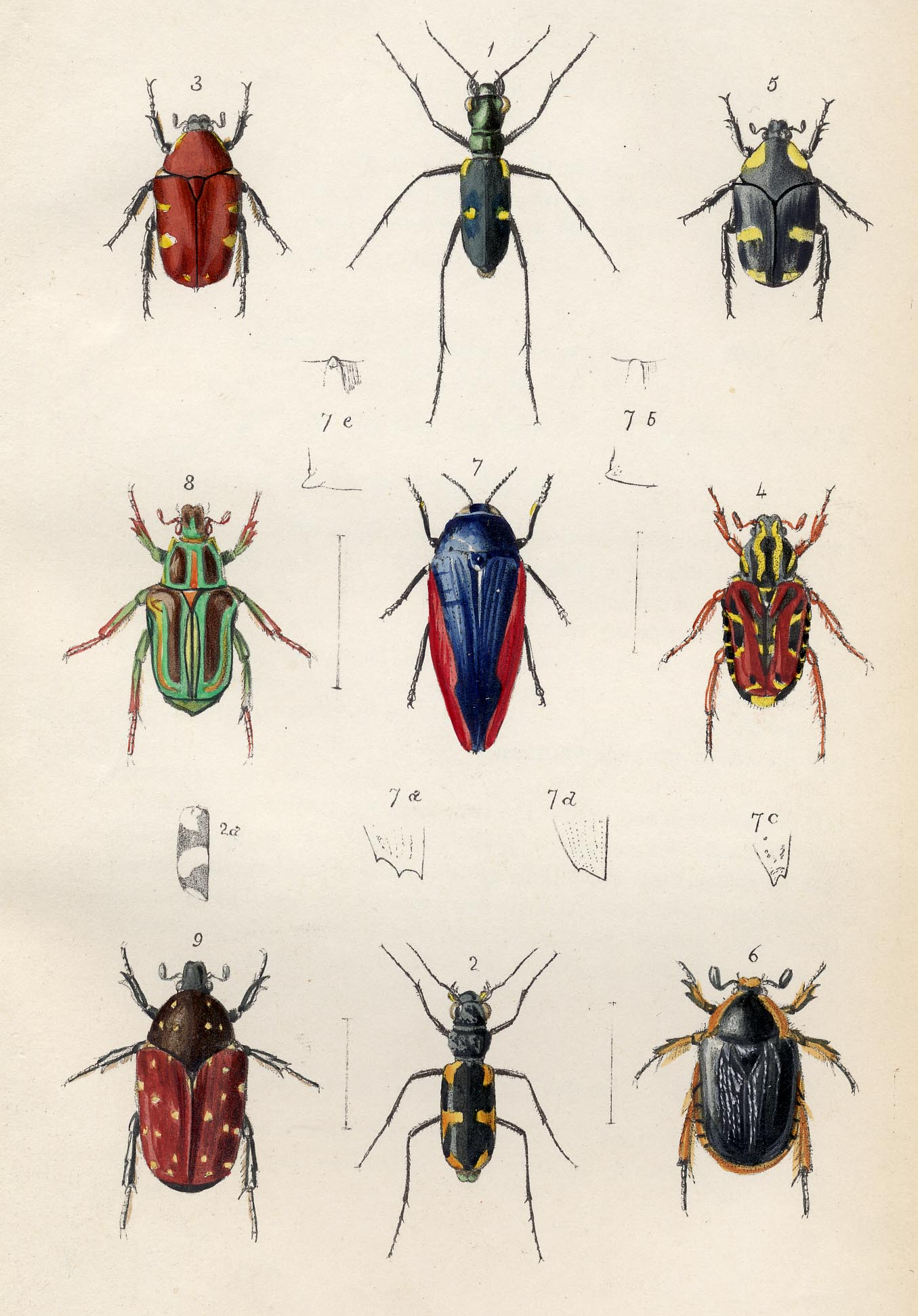
Plansch ur Transactions of the Entomological Society, 1848

(The) Royal Entomological Society är ett sällskap som ägnar sig åt entomologi, studiet av insekter. Dess mål är att sprida information om insekter och förbättra kommunikationen mellan entomologer.
Sällskapet bildades 1833 som (The) Entomological Society of London. Det hade många föregångare som exempelvis Society of Entomologists of London.

## Historia
Sällskapets grundande började med ett möte mellan "gentlemän och vänner till entomologisk vetenskap" den 3 maj 1833 på British Museum sammankallat av Nicholas Aylward Vigors med John George Children som ordförande. De närvarande var Frederick William Hope, Charles Cardale Babington, William Yarrell, John Edward Gray, James Francis Stephens, Thomas Horsfield, George Thomas Rudd och George Robert Gray. Brev från Adrian Hardy Haworth, George Bennett och John Curtis i vilka de beklagade sin frånvaro lästes upp.
De beslutade att ett sällskap skulle bildas till förmån för vetenskapen entomologis olika grenar och att det skulle kallas Entomological Society of London. J.G. Children, F.W. Hope, J.F. Stephens, W Yarrell och G Rudd valdes till en kommitté, med G.R. Gray som sekreterare. J.G. Children blev sällskapets förste president (ordförande) och William Kirby blev hederspresident på livstid. Det verkliga datumet för sällskapets bildande var troligen den 22 maj 1833, när medlemmarna möttes i Thatched House Tavern på St James's Street. Under detta möte valdes George Robert Waterhouse (1810–1888) till bibliotekarie och kurator för insekter och arkiv. Vid detta möte valdes utländska hedersmedlemmar: Johann Cristoph Friedrich Klug (1775–1856), Wilhem de Haan (1801–1855), Victor Audouin (1797–1841), Johann Ludwig Christian Gravenhorst (1777–1857), Christian Rudolph Wilhelm Wiedemann (1770–1840), Carl Eduard Hammerschmidt (1800–1874) och Alexandre Louis Lefèbvre de Cérisy (1798–1867). William Blandell Spence (1813–1900) fick uppgiften att underhålla kontakterna med entomologer på kontinenten.
Sällskapet började sätta upp ett bibliotek och ett tidigt tillskott var Adrian Hardy Haworths (1767–1833) personliga bibliotek, inköpt av John Obadiah Westwood (1805–1893) på sällskapets uppdrag. Insektssamlingen ökade också.
I september 1834 räknade sällskapet 117 hedersmedlemmar och 10 fullvärdiga medlemmar. Kvinnor tilläts bli medlemmar och ånjöt samma rättigheter som män. En tidskrift startades i november under namnet Transactions of Entomological Society of London.
Sekreteraren G.R. Gray avgick samma år och ersattes av J.O. Westwood och under inflytandet av denne, som fyllde många funktioner, gjorde sällskapet stora framsteg. Det besöktes regelbundet av Charles Darwin (1809-1882) efter hans hemkomst från resan med HMS Beagle: han blev en medlem av rådet och vice ordförande 1838. J.O. Westwood lämnade sina uppdrag 1848 och ersattes av Edward Doubleday (1810–1849) och William Frederick Evans. De blev i sin tur strax ersatta. År 1849 valdes John William Douglas (1814–1905) till mötessekreterare, en post han behöll till 1856. Han assisterades 1851-1852 av Henry Tibbats Stainton (1822–1892), 1853-1854 av William Wing (1827–1855) och 1855-1856 av Edwin Shepherd som därefter ersatte Douglas på hans position. Edward Wesley Janson (1822–91) var kurator över sällskapets samlingar 1850-1863 och bibliotekarie 1863-1874.
Edward Mason Janson (1847–1880) tog över posten som kurator från Frederick Smith (1805–1879) som därefter lämnade för att arbeta på British Museum. H.T. Stainton som blev alltmer inblandad i sällskapet föreföll att ha problem att samarbeta med E.M. Janson. Han ersattes av W. Wing 1852. Under detta år flyttade sällskapet från sin byggnad vid 17, Old Bond Street till 12, Bedford Row. Året därpå ersattes tre av de fyra huvudansvariga för sällskapet: Edward Newman (1801–1876) tog J.O. Westwoods plats som president, Samuel Stevens (1817–1899) tog W Yarrells plats som kassör och W Wing tog sekreterarplatsen från H.T. Stainton.
Ett Royal Charter beviljades 1855 av drottning Victoria. 1920 köpte sällskapet en fastighet vid 41 Queens Gate. 1933, när sällskapet fyllde 100 år,  fick sällskapet tillåtelse av George V att lägga till "Royal" till sitt namn. År 2007 flyttade sällskapet till det nyinköpta Mansion House i St Albans.

## Struktur och verksamhet
Sällskapets beskyddare är drottning Elizabeth II och dess "vice" beskyddare är earlen av Selborne. Sällskapet styrs av dess råd (council), som leds av sin ordförande (president), i enlighet med stadgarna. Rådets ledamöter väljs från sällskapets fellows och medlemmar. Målsättningen för Royal Entomological Society är förbättrande och spridning av entomologisk vetenskap. Detta åstadkoms genom publikationer, vetenskapliga möten, stöd (även finansiellt) till entomologiska expeditioner och genom publika arrangemang. Sällskapet upprätthåller ett entomologiskt bibliotek på sitt högkvarter i St Albans och samlar över 15 specialistgrupper från olika områden inom entomologin.
Med stöd från över 60 samarbetsorganisationer arrangerar sällskapet National Insect Week ("nationella insektsveckan"), med hundratals arrangemang och aktiviteter över hela Storbritannien, två gånger om året för att engagera allmänheten för entomologi och insekternas betydelse.

## Publikationer
Sällskapet ger ut sju entomologiska tidskrifter:
- Agricultural and Forest Entomology
- Ecological Entomology
- Insect Conservation and Diversity
- Insect Molecular Biology
- Medical and Veterinary Entomology
- Physiological Entomology
- Systematic Entomology

Medlemmar och fellows får det entomologiska nyhetsbladetAntenna fyra gånger om året.
Sällskapet ger också ut en serie med handböcker om artbestämning av insekter. Målet med dessa handböcker är att erbjuda bestämningsnycklar till de brittiska insekterna, tillsammans med kortfattade uppgifter om morfologi, biologi och utbredning. Serien innefattar även ett antal artlistor över brittiska insekter. Alla böcker innehåller linjeteckningar och de som publicerats på senare tid även fotografier.

## Fellowship
Royal Entomological Society har en internationell medlemskår och inbjuder till ansökningar om "Fellowship" från dem som gjort betydande bidrag till entomologin genom publikationer eller andra belägg. Ansökningarna behandlas av en kommitté som vidarebefordrar en rekommendation till rådet. Fellow får använda titel "Fellow of the Royal Entomological Society" och suffixet "FRES" kan betraktas som en akademisk merit.

## Utmärkelser
Som brukligt, delar Royal Entomological Society ut diverse utmärkelser, vilka innefattar:
- RES Goodman Award
- Marsh Award for Insect Conservation
- Alfred Russel Wallace Award
- J.O. Westwood Medal
- Wigglesworth Memorial Lecture